# Poor Little Rich Girl (film, 1965)
Pour les articles homonymes, voir Poor Little Rich Girl.
Poor Little Rich Girl est un film américain underground réalisé par Andy Warhol et sorti en 1965.
Le film est conçu pour être le premier d'une série de films avec Edie Sedgwick appelée The Poor Little Rich Girl Saga. La série devait inclure d'autres films de  Warhol : Restaurant, Face, et Afternoon.
Le titre fait référence à un film de 1936, Poor Little Rich Girl avec Shirley Temple que Warhol adorait.

## Fiche technique
- Réalisation : Andy Warhol
- Scénario : Ronald Tavel
- Durée : 66 minutes
- Date de sortie : mars 1965

## Distribution
- Edie Sedgwick
- Chuck Wein